# روبرت کارایان

روبرت موشغی کارایان (ارمنی: Ռոբերտ Մուշեղի Կարայան؛ زاده ۷ ژوئیهٔ ۱۹۳۴ - درگذشته ۱۰ فوریهٔ ۲۰۱۵) نثرنویس اهل ارمنستان است.  وی بین سال‌های - تا - میلادی فعالیت می‌کرد.

## زندگی‌نامه
وی در ۷ ژوئیهٔ ۱۹۳۴ در ایروان به دنیا آمد و از دانشگاه دولتی ایروان فارغ‌التحصیل گشت. وی عضو اتحادیه نویسندگان ارمنستان بود. وی همچنین برنده جوایزی همچون چهره فرهنگی شایسته جمهوری ارمنستان شد. وی در ۱۰ فوریهٔ ۲۰۱۵ در سن ۸۰ سالگی در ایروان درگذشت. 